# 은성로
은성로(Eunseong-ro)는 경상북도 문경시 농암면 농암삼거리 에서 문경시 마성면 소야삼거리를 잇는 도로이다.

## 주요 경유지
경상북도
- 문경시 (농암면 . 가은읍 . 마성면)

## 노선
| 이름          | 접속 노선                                | 소재지 | 소재지 | 비고 |
| ------------- | ---------------------------------------- | ------ | ------ | ---- |
| 농암삼거리    | 국가지원지방도 제32호선 (무운로) 종곡1길 | 문경시 | 농암면 |      |
| 농암2교       |                                          | 문경시 | 농암면 |      |
| 가실목고개    |                                          | 문경시 | 가은읍 |      |
| 목고개        |                                          | 문경시 | 가은읍 |      |
| (이름업음)    | 지방도 제922호선 (대야로)                | 문경시 | 가은읍 |      |
| 왕릉교        |                                          | 문경시 | 가은읍 |      |
| 섶밭재        |                                          | 문경시 | 가은읍 |      |
|               | 마성면                                   | 문경시 |        |      |
| 하내2교       |                                          | 문경시 |        |      |
| 하내1교       |                                          | 문경시 |        |      |
| 소야삼거리    |                                          | 문경시 |        |      |
| 새재로와 직결 |                                          |        |        |      |

## 주요시설및 건물
- 은성면 행정복지센터 (은성로 1661/모곡리 146-4)